# أرمونجيا
أرمونجيا، (بالإنجليزية: Armungia)‏، هي بلدية، في مقاطعة جنوب سردينيا في منطقة سردينيا الإيطالية، وتقع على بعد حوالي 40 كم (25 ميل) شمال شرق كالياري.

## السكان
في سنة 1861 بلغ عدد السكان 1٬025 نسمة، وتطور العدد ليصل في سنة 2011 لـ 489 نسمة.
يظهر هذا المخطط البياني تطور النمو السكاني لـ أرمونجيا

## توأمة
لأرمونجيا اتفاقيات توأمة مع كل من:
- سيناي
- تيمبيو باوسانيا